# Ranunculus bupleuroides
Ranunculus bupleuroides,   es una especie de planta perenne de la familia de las Ranunculaceae.

## Descripción
Es una planta vivaz, (15)25-50(65) cm, con pecíolos, margen de las hojas y base del tallo ± flocosos, rara vez glabrescentes. Raíces engrosadas, fusiformes, tuberosas, fibrosas apicalmente, rara vez cilíndricas y carnosas. Hojas basales exteriores ovadas, ovado-lanceoladas o elípticas, con lámina (10)20-80(120) × (5)9-20(37) mm y pecíolo de más corto a 3 veces mayor que la lámina; las interiores lanceoladas. Hojas caulinares 2-5(8), de oblongo-lanceoladas a lineares, sésiles, semiamplexicaules; las inferiores, con lámina (30)40-95(100) × (3)5-10 mm; las superiores, bracteiformes. Flores (1)2-5(10), de (13)18-27(32) mm de diámetro, de color amarillo pálido. Sépalos glabros. Pétalos 5, de (7)10-12(16) mm, obovado subtriangulares, contiguos, con escama nectarífera oblonga. Receptáculo ovoide u oblongo, glabro. Aquenios 2-2,8(3) mm, obovoides, gibosos, con nerviación muy marcada; pico 0,2-0,3 mm.

## Distribución y hábitat
Se encuentra en pastos secos, pinares aclarados, etc.; principalmente en suelos silíceos ± secos, en la península ibérica: S de Galicia, C y N de Portugal.

## Taxonomía
Ranunculus bupleuroides fue descrita por Félix de Avelar Brotero y publicado en Fl. Lusit. 2: 365 (1804)
Citología
Número de cromosomas de Ranunculus bupleuroides (Fam. Ranunculaceae) y táxones infraespecíficos: 
2n=16
Etimología
Ver: Ranunculus
bupleuroides: epíteto latino que significa "como bupleurum".